# Gráfok moduláris szorzata

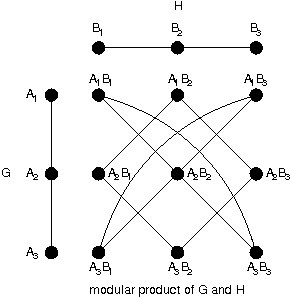
Gráfok moduláris szorzata.

A matematika, azon belül a gráfelmélet területén a G és H gráfok moduláris szorzata egy gráfszorzás, olyan kétváltozós gráfművelet, amely gráfok rendezett párjaihoz egy új gráfot rendel. G és H moduláris szorzata olyan gráf, melyre a következők igazak:
- G és H moduláris szorzatának csúcshalmaza megegyezik a V(G) × V(H) Descartes-szorzattal;
- két, a moduláris szorzatban található csúcs, (u, v) és (u' , v' ) pontosan akkor szomszédosak, ha
  - u szomszédos u' -vel és v is szomszédos v' -vel, vagy
  - u nem szomszédos u' -vel és v sem szomszédos v' -vel.

A moduláris szorzatgráf klikkjei megfelelnek G és H feszített részgráfjai izomorfizmusainak. Ezért a moduláris szorzatgráf felhasználható egyes feszített részgráf-izomorfizmus problémáknak a gráfokban való klikkek keresésére redukálására.
Konkrétabban, G és H maximális közös feszített részgráfja megfelel moduláris szorzatuk maximális elemszámú klikkjének. Bár mindkét probléma NP-teljes, ez a redukció lehetővé teszi a klikk-kereső algoritmusok alkalmazását a közös részgráf-problémára.

## Fordítás
- Ez a szócikk részben vagy egészben a Modular product of graphs című angol Wikipédia-szócikk ezen változatának fordításán alapul.  Az eredeti cikk szerkesztőit annak laptörténete sorolja fel. Ez a jelzés csupán a megfogalmazás eredetét és a szerzői jogokat jelzi, nem szolgál a cikkben szereplő információk forrásmegjelöléseként.